# Ragnarsdrápa
Die Ragnarsdrápa oder auch Ragnars drápa loðbrókar ist das älteste erhaltene Werk skaldischer Dichtung. Sie wurde im 9. Jahrhundert vom norwegischen Skalden Bragi Boddason über einen ihm vom Fürsten Ragnar geschenkten Prunkschild verfasst, um dem Geber zu danken und ihn damit zu ehren.
Die Identität Ragnars ist ungeklärt, laut Snorri Sturluson handelte es sich dabei um Ragnarr Loðbrók. Dies konnte bislang aber noch nicht hinreichend bewiesen werden.

## Überlieferung
Überliefert sind Teile der Ragnarsdrápa in der Snorra-Edda. Einige wenige Zeilen finden sich auch im Vierten Grammatischen Traktat.

## Inhalt
Das Gedicht selbst gehört innerhalb der Gattung der drápur zu den Schildgedichten (ein anderer Vertreter wäre beispielsweise die Haustlöng). Es werden vier Szenen des geschenkten Schildes beschrieben, die wohl geschnitzt und koloriert, oder auch nur aufgemalt waren. Bei den Szenen handelt es sich um:
- den Kampf Hamðirs und Sörlis in Jörmunreks Halle (der sich auch in der Hamðismál und Guðrúnarhvöt findet)
- den Kampf Thors mit der Midgardschlange (ebenfalls unter „Thors Fischzug“ bekannt und u. a. auch in mittelalterlicher bildlicher Darstellung zu finden)
- Hild und den Hjadningenkampf
- den Mythos von Gefjon, die mit ihrem Pflug Seeland von Schweden abtrennt (hierauf wird unter anderem in der Gylfaginning Bezug genommen)

## Stil
Bemerkenswert an der Ragnarsdrápa ist, dass, obwohl es sich um die früheste überlieferte Skaldendichtung handelt, bereits nahezu alle Charakteristika vorhanden sind, die diese Form der Poesie in den nächsten Jahrhunderten ausmachen.
Entsprechend der Form der drápa steht das Gedicht im Dróttkvætt-Metrum und verwendet überdies die traditionelle Kenningtechnik in ihrer gesamten Komplexität. Nicht nur werden weit kompliziertere als die, auch in eddischer Dichtung zu findenden, zweigliedrigen Kenningar eingesetzt (drei- und viergliedrige), sondern es ist zudem viel mythologisches Wissen für die Entschlüsselung erforderlich, und auch Rätselkenninge (ofljóst) werden verwendet.
Nur die Verteilung des Binnenreims wird in diesem Gedicht noch nicht so strikt durchgeführt, wie es in der späteren Skaldik der Fall ist.
Auch die Anforderungen dieser Art des Preisliedes an den Aufbau erfüllt das Gedicht: die Ragnarsdrápa enthält den geforderten Refrain, der hier zum Inhalt hat, dass der Schild ein Geschenk Ragnars ist.

## Dichter und Tradition
Die Forschung war sich nicht immer völlig einig über die Rolle Bragis: Erfinder skaldischer Dichtkunst (oder zumindest des dróttkvætt-Metrums), oder nur erster bekannter Vertreter? Es ist zwar gesichert, dass es auch andere, frühere Skalden gegeben hat (das Skáldatal nennt einige, von denen allerdings keine Werke erhalten sind), aber der genaue Anteil Bragis an der Dichtung ist nicht bekannt. 

Frappierend stellt sich dabei besonders die Perfektion dar, mit der die meisten Stilmittel, vor allem die Kenningar, in der Ragnarsdrápa bereits eingesetzt werden.
Eine längere Entwicklungsphase der Skaldik, etwa im Vergleich mit späteren Werken, lässt sich hier kaum erkennen, und man muss annehmen, dass diese, sowohl in metrischer wie in sprachlicher Hinsicht, sich über lange Zeit entwickelt hat, um endlich die Reife zu erreichen, mit der sie sich bei Bragi präsentiert.